# Снукер Плюс
Сну́кер плюс (англ. Snooker Plus) — изменённый вариант игры снукер. Этот вид бильярда был придуман и разработан снукеристом Джо Дэвисом в конце 1950-х. Его отличительная особенность от стандартного снукера была в количестве игровых шаров. Дэвис добавил к основным цветным ещё два — оранжевый и фиолетовый, стоимостью 8 и 10 очков соответственно. Таким образом создатель этой игры надеялся сделать снукер более зрелищным и популярным, ведь максимальная серия изменённой версии составляла не 147, а 210 очков. Презентация новой игры состоялась 26 октября 1959 года, во время проведения турнира по исконному виду снукера. Позже, в 1974 году организация Billiards & Snooker Control Council опубликовала официальные правила игры. Однако Снукер плюс так и не получил большой распространённости.

## Правила

Положение шаров на столе в начале игры в Снукер плюс

Принцип игры в снукер и снукер плюс одинаков. В начале партии на игровом столе располагаются 15 красных шаров, уложенных в пирамиду, и 8 цветных шаров, каждый из которых расположен на определённой отметке на столе. Биток используется для ударов по любым шарам. Игроки должны поочерёдно забивать цветные и красные шары в лузу. Пока красные шары остаются на столе, забитые цветные шары выставляются на свои позиции. Когда все красные забиты, надо забить все цветные в порядке возрастания их «стоимости». Если после окончания фрейма количество набранных очков одинаково у обоих игроков, то назначается переигровка в фиолетовом (при этом шар выставляется на отметку чёрного). Выигрывает тот, кто наберёт большее количество очков.
- красный шар — 1 очко
- жёлтый шар — 2 очка
- зелёный шар — 3 очка
- коричневый шар — 4 очка
- синий шар — 5 очков
- розовый шар — 6 очков
- чёрный шар — 7 очков
- оранжевый шар — 8 очков
- фиолетовый шар — 10 очков